# Seznam osobností vyznamenaných 28. října 2002
Seznam osobností, které prezident České republiky Václav Havel vyznamenal nejvyššími státními vyznamenáními 28. října 2002.

## Řád Bílého lva

### III. třídy
- viceadmirál Thomas Ray Wilson
- generálmajor Josef Duda, (in memoriam)
- admirál Guido Venturoni

### IV. třídy
- Ing. Oto Stehlík

## Řád Tomáše Garrigua Masaryka

### II. třídy
- Jeho Eminence Miloslav kardinál Vlk, arcibiskup pražský metropolita a primas český

### III. třídy
- Luboš Dobrovský
- JUDr. Zdeněk Kessler
- PhDr. Richard Feder (in memoriam)
- Jacques Rupnik
- Karel Schwarzenberg
- Karol Sidon, vrchní pražský a zemský rabín
- Mgr. Pavel Smetana, synodní senior Českobratrské církve evangelické

### IV. třídy
- JUDr. Dagmar Burešová
- JUDr. Ladislav Lis (in memoriam)

## Medaile Za hrdinství
- kapitán Radek Andrle
- Jaroslav Český
- podporučík Zdeněk Forejt
- Rudy Giuliani
- kapitán Karel Hůla
- kapitán Miloslav Chejn
- praporčík Radek Interholc
- podpraporčík Jiří Janda
- plukovník v. v. Miroslav Kolenatý
- Vincenc Koutník
- Karel Kukal
- Jan Mervart
- plukovník v. v. Jan Paroule
- praporčík Václav Richter
- plukovník v. v. Antonín Raiskub
- JUDr. Milan Vítek

## Medaile Za zásluhy

### I. stupně
- Prof. ThDr. Milan Balabán
- Milton Cerny
- Albert Černý
- Jiří Dienstbier
- Mons. Václav Dvořák
- Prof. Petr Eben
- Jiří Gruntorád
- RNDr. Antonín Holý, DrSc., Dr. h. c.
- Pavel Juráček, (in memoriam)
- Joseph Lane Kirkland, (in memoriam)
- Ivan Klíma
- Jan Koblasa
- Jan Litomiský
- Jiří Loewy
- Prof. MUDr. Jiří Malý (in memoriam)
- podplukovník Frank Marlow (in memoriam)
- Prof. Karel Nepraš (in memoriam)
- Prof. RNDr. Jan Peřina, DrSc.
- Jiří Němec (in memoriam)
- Mons. ThLic. Karel Pilík
- Peter Charles Schultz
- Mgr. Anna Šabatová
- Prof. PhDr. František Šmahel, DrSc.
- Doc. Ing. Josef Vavroušek, CSc. (in memoriam)
- Jan Francis Tříska
- Ivan Wernisch

### II. stupně
- Augustin Bubník
- Soňa Čechová
- Anna Fárová, promovaný historik
- generálporučík JUDr. Jiří Kolář
- Tomáš Kosta
- Josef Koudelka
- Prof. Dr. Jan Křen
- Hans Lemberg
- Prof. PhDr. Antonín Měšťan, DrSc.
- Jan Němec
- plukovník v.v. Dr. Ing. Milan Píka
- Josef Červinka
- Doc. MUDr. Jaroslav Skála, CSc.
- generálmajor Ing. Vladimír Sova
- Prof. Mgr. Jan Špáta
- Stella Zázvorková

### III. stupně
- Hana Hegerová
- Ing. Karel Holomek
- Prof. PhDr. Dušan Holý, DrSc.
- Bohuslav Jan Horáček (in memoriam)
- PhDr. Milena Hübschmannová, CSc.
- Pavel Landovský
- Luboš Ogoun
- Šimon Pánek
- MUDr. Marie Svatošová
- Prof. Pavel Šmok
- Prof. Mgr. Jan Špáta
- Jan Tříska